# Oseguera
Oseguera es un núcleo de población español del municipio de Valle de Mena, perteneciente a la provincia de Burgos, en la comunidad autónoma de Castilla y León.

## Demografía
En 2023, el núcleo de población de Oseguera, encuadrado dentro de la entidad singular de población de Angulo, tenía empadronado 1 habitante.